# Suggrundus cooperi
Suggrundus cooperi är en fiskart som först beskrevs av Regan, 1908.  Suggrundus cooperi ingår i släktet Suggrundus och familjen Platycephalidae. Inga underarter finns listade i Catalogue of Life.